# Project Zomboid
Project Zomboid är ett datorspel utvecklat och utgivet av The Indie Stone och släpptes i Steam Early Access 8 november 2013.
Spelarnas mål är att överleva i en zombie-apokalyps och måste förutom att försvara sig mot zombies och andra spelare även äta, dricka, sova och så vidare. Målet är att överleva så länge som möjligt innan man oundvikligen dör. 
Den senaste stabila versionen av spelet är Build 41, släppt i december 2021, som inkluderar nya animationer, förändrad strid, nya ljudeffekter och en ny stad att utforska (Louisville, Kentucky).
Den här artikeln är helt eller delvis baserad på material från engelskspråkiga Wikipedia, Project Zomboid, 15 januari 2025.